# Westminster Abbey

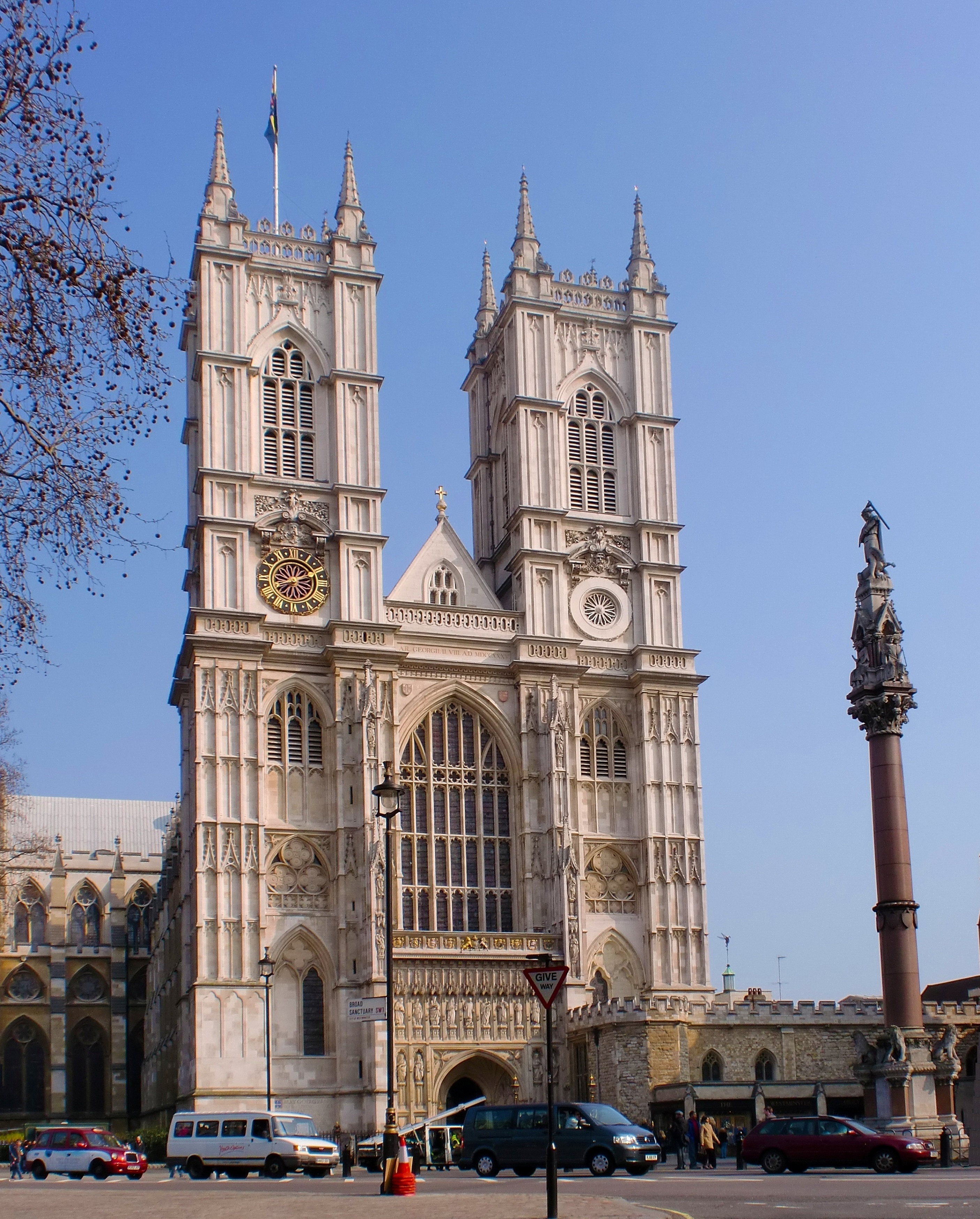
Ansicht der Westfassade

Die Westminster-Abtei (englisch Westminster Abbey, eigentlich Collegiate Church of Saint Peter at Westminster) ist eine Kirche in der britischen Hauptstadt London. Sie befindet sich in der City of Westminster westlich des Palace of Westminster. Der gotische Sakralbau wurde 1245 auf Befehl von Heinrich III. begonnen. Traditionell werden in der Westminster-Abtei die Könige von England (heute: Könige von Großbritannien und Nordirland) gekrönt; bis 1760 wurden die meisten auch hier beigesetzt. Die Stiftskirche des Kollegiatstifts Saint Peter at Westminster gehört zur Church of England, ist aber aufgrund ihrer Funktion keiner Diözese zugehörig, sondern Eigenkirche (royal peculiar) der britischen Monarchie, vergleichbar mit exempten Klöstern in der römisch-katholischen Kirche. Daher wird ihr oberster Geistlicher, der Dekan von Westminster, direkt vom britischen Monarchen berufen. 2019 wurde die Westminster Abbey von rund 1,57 Millionen Personen besucht. 2024 betrug die Besucherzahl etwa 1,72 Millionen Personen.
Diese Kirche ist nicht zu verwechseln mit der römisch-katholischen Westminster Cathedral.

## Geschichte

### Benediktinerabtei und königliches Kollegiatstift

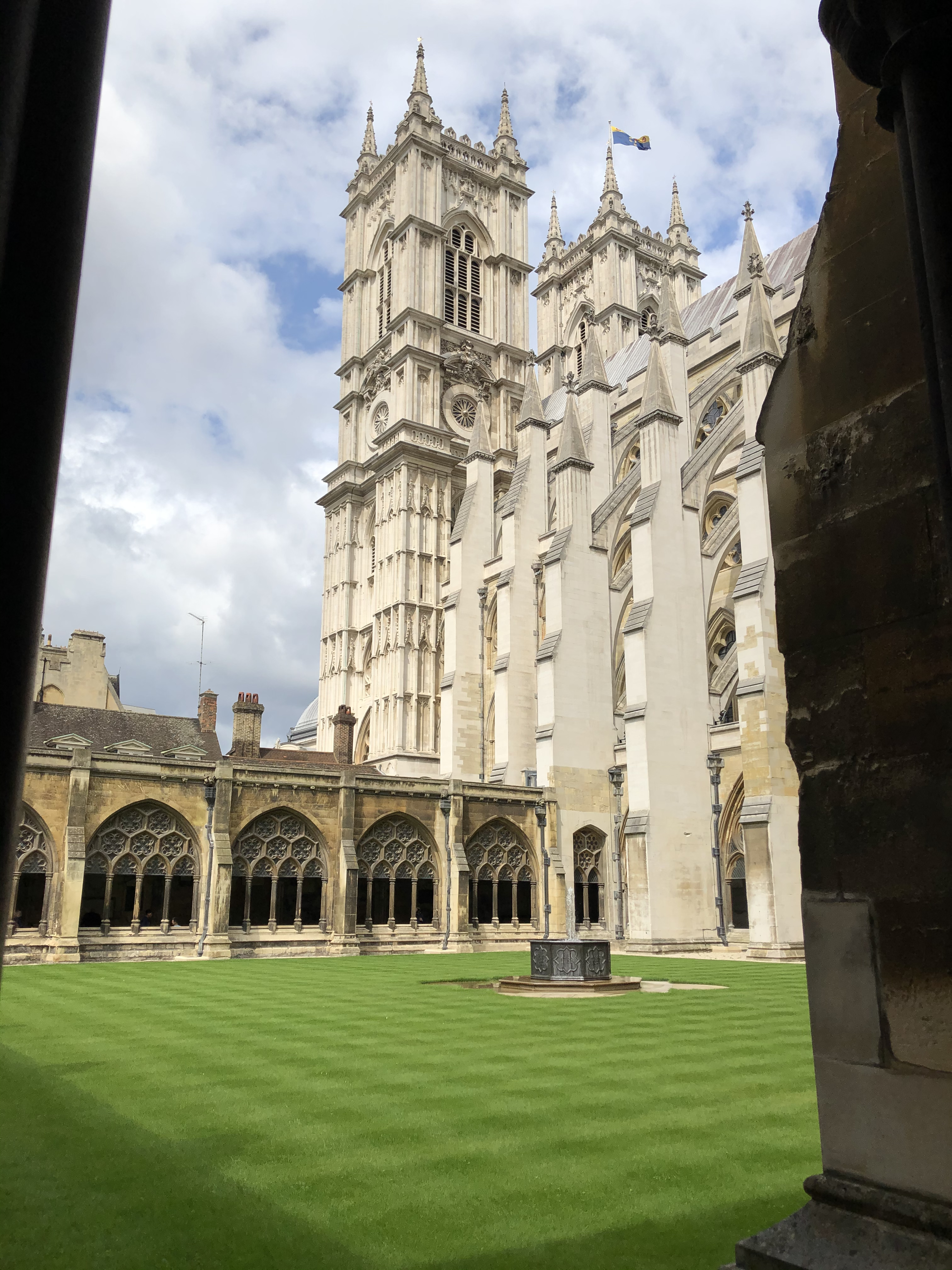
Blick in den mittelalterlichen Kreuzgang

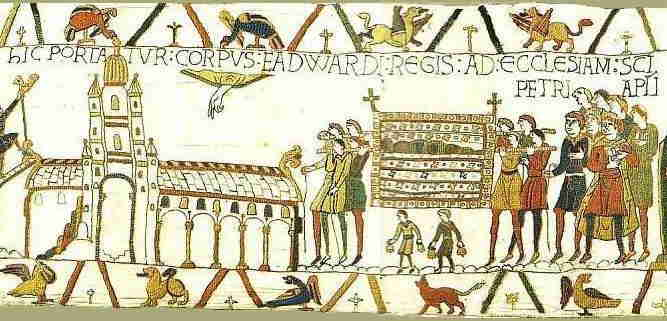
Teppich von Bayeux: Beisetzung Edwards

Am heutigen Standort befand sich ursprünglich die bescheidene Klosterkirche einer um 960 von König Edgar und Dunstan von Canterbury gegründeten Benediktinerabtei. Analog der St Paul’s Cathedral, dem East Minster, erhielt die Abtei des Apostels Petrus den volkstümlichen Namen West Minster (vgl. Münster).
In den 1040er Jahren verlegte Eduard der Bekenner seine Residenz in die unmittelbare Nähe des Baus und ließ das Kloster zwischen 1045 und 1065 zu einer repräsentativen Abtei im romanischen Stil ausbauen. Die Weihe der Abteikirche fand am 28. Dezember 1065 statt. Der König war bereits zu krank, um den Feierlichkeiten beizuwohnen, und wurde nach seinem Tod hier beigesetzt. Die einzige noch erhaltene Abbildung dieser ersten Abtei findet sich auf dem Teppich von Bayeux.

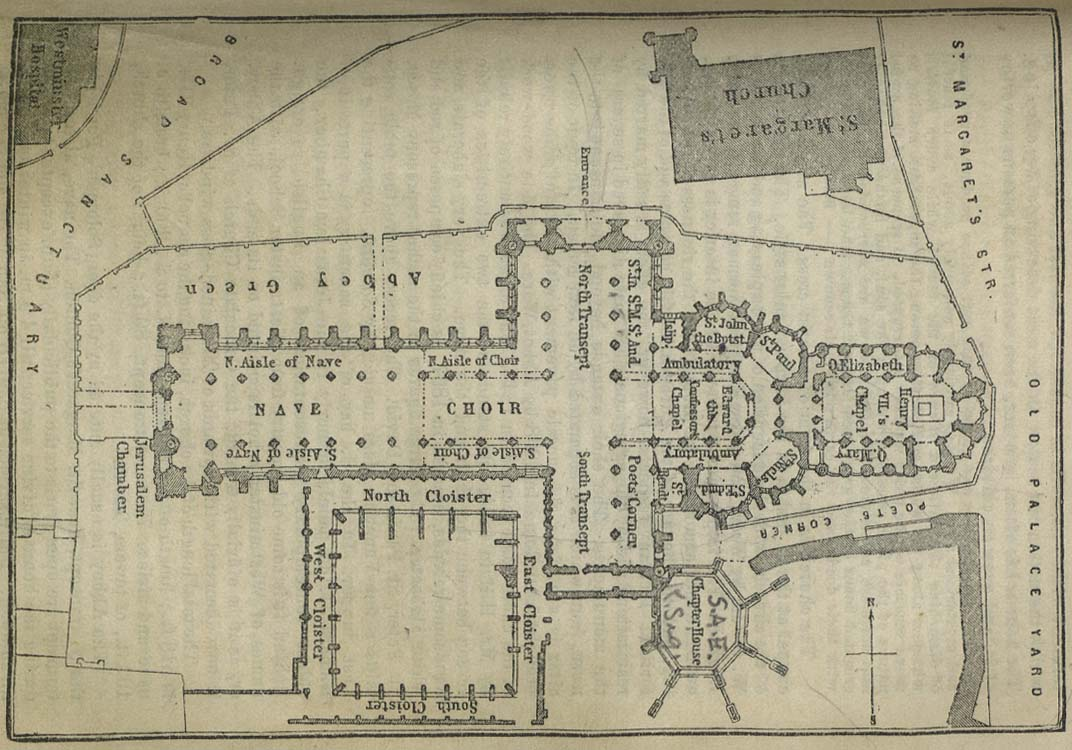
Grundriss der Westminster Abbey

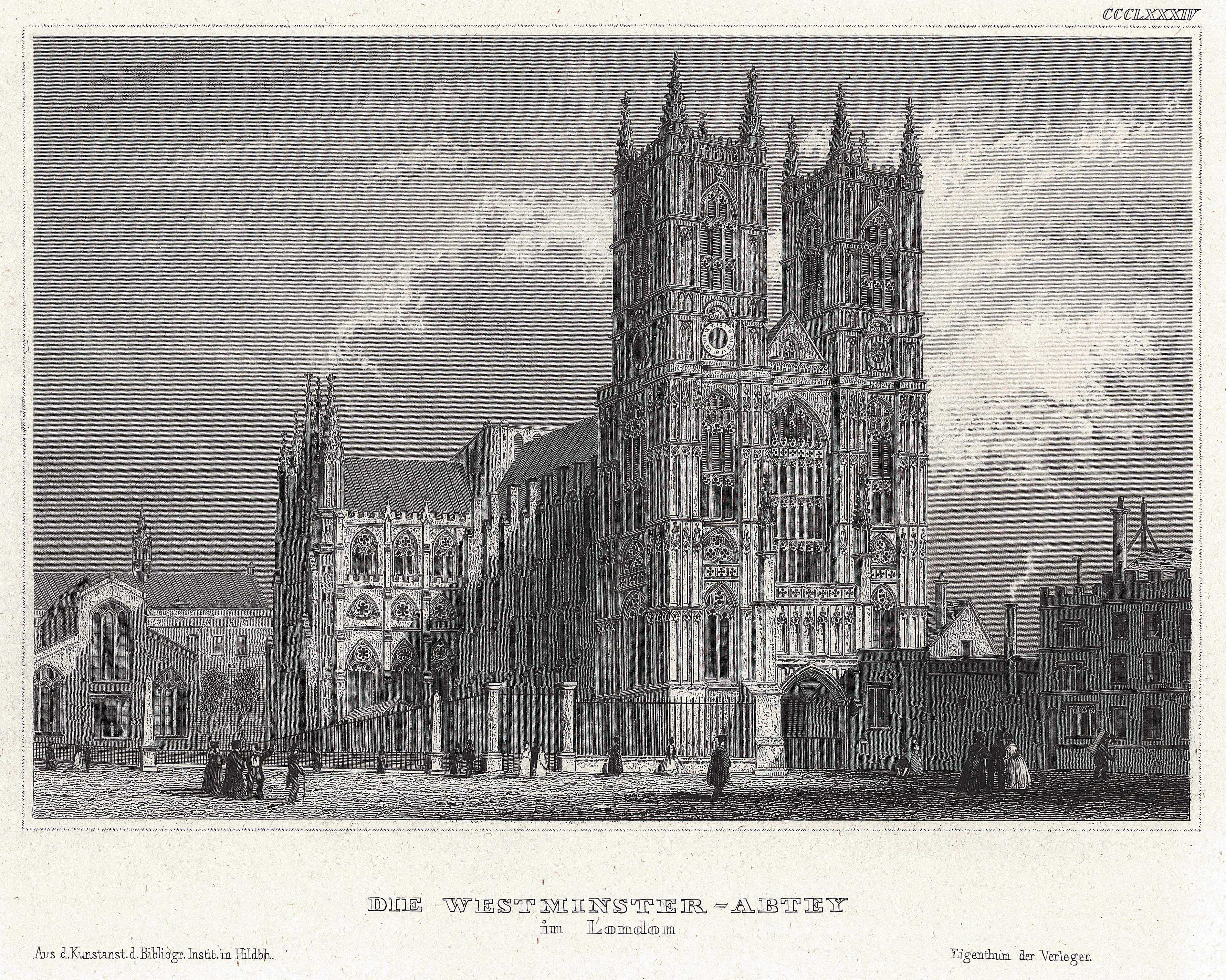
Ansicht (Stahlstich 1842)

Im Jahr 1245 gab Heinrich III. den Bau der heutigen Kirche im Stil der französischen Hochgotik in Auftrag. Bis 1269 waren Chor, Querhaus und der östliche Teil des Langhauses mit dem benachbarten Kreuzgang und dem Kapitelhaus vollendet. Als Architekt dieses Bauabschnitts ist ein Henry of Reyns überliefert, der, wie die Bauformen bezeugen, von der Kathedrale von Reims kam. Erst einhundert Jahre später wurde in den Jahren 1376–1506 das Langhaus errichtet, ohne dass es dabei zu einer Änderung des Formensystems gekommen ist. Der untere Teil der Westfassade stammt aus dem 15. Jahrhundert. Die beiden Haupttürme dagegen wurden erst zwischen 1722 und 1745 von Christopher Wren, Nicholas Hawksmoor und John James errichtet, die dabei gleichfalls den gotischen Stil rezipierten. In dieser Hinsicht ist Westminster Abbey der französischste unter den englischen Kirchenbauten der Gotik. Der größte Teil des Steines kam von Caen in Frankreich (Pierre de Caen), der Isle of Portland (Portland) und der Region Pays de la Loire in Frankreich. Purbeck-Marmor wurde für das Mauerwerk und die Böden von Westminster Abbey benutzt, auch wenn die verschiedenen Grabsteine aus unterschiedlichen Marmorarten bestehen. Der Dachstuhl wurde aus Holz errichtet, das aus den großen irischen Eichenwäldern geschlagen wurde, die damals bei Finglas standen, unweit von Dublin.
Der Bau der prachtvollen Lady Chapel Heinrichs VII., eines der schönsten spätgotischen Werke in Europa, wurde 1503–1519 in den reichen Formen des Perpendicular Style ausgeführt.
Im Zuge der englischen Reformation hob Heinrich VIII. die Benediktinerabtei 1540 auf und gab der Kirche den Rang einer Kathedrale der Kirche von England (bis 1550). Nach kurzzeitiger Rückkehr der Benediktiner unter Maria I. errichtete Elisabeth I. 1560 das anglikanische Kollegiatstift St. Peter, das bis heute besteht.

### Krönungskirche und Grablege

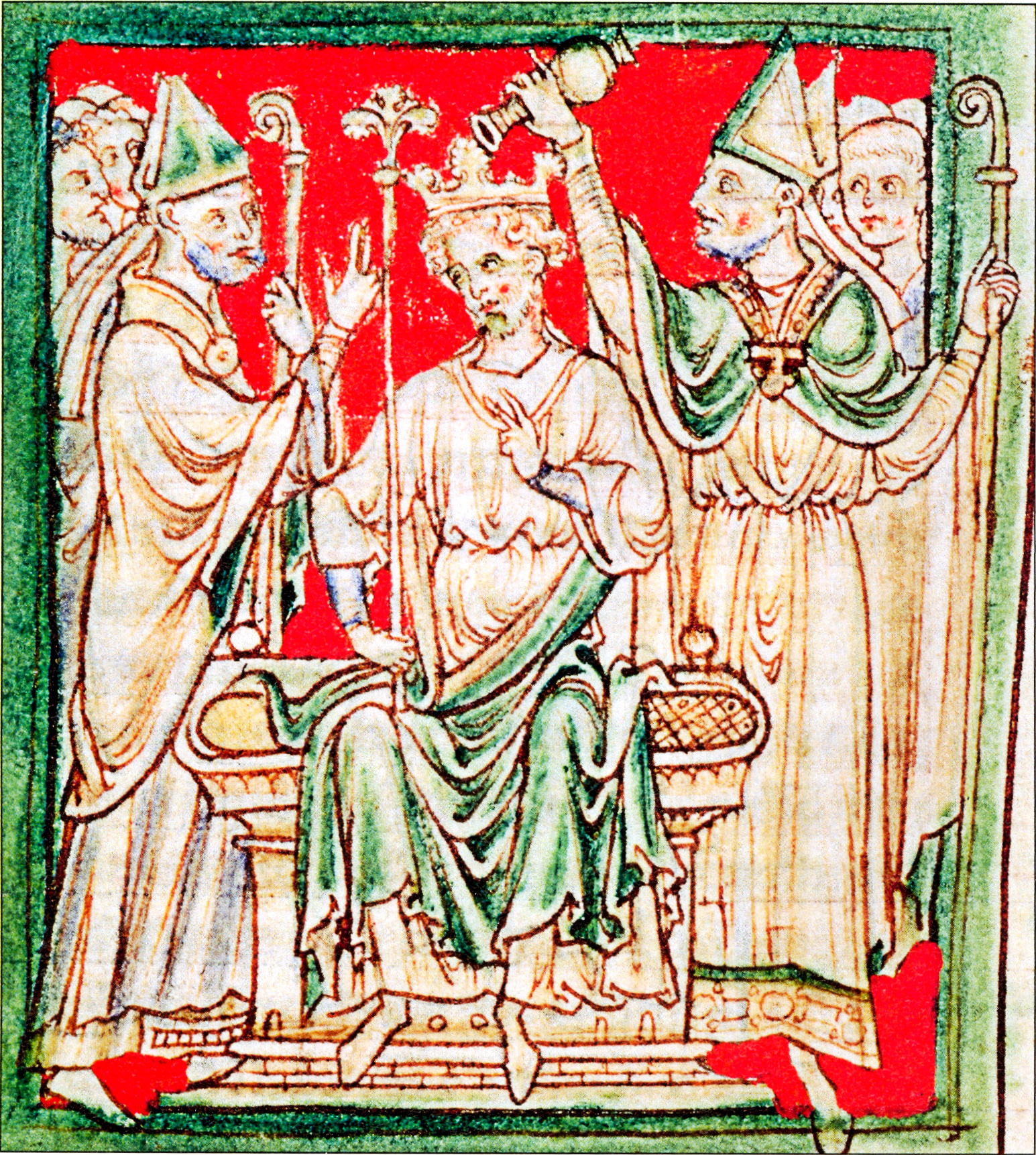
Krönung Richard Löwenherz’

Seit Wilhelm dem Eroberer wurden alle Könige von England bzw. des Vereinigten Königreichs in Westminster Abbey gekrönt. Traditionell wird die Krönung durch den Erzbischof von Canterbury vorgenommen. Bis zu Georg II. († 1760) wurden auch fast alle Könige hier beigesetzt (siehe Königliche Gräber).

## Bau und Ausstattung

### Westportal
Der Haupteingang befindet sich an der Westseite. Das Portal wird von Darstellungen der vier christlichen Tugenden Wahrheit, Gerechtigkeit, Barmherzigkeit, Friede sowie von zehn Märtyrern des 20. Jahrhunderts gerahmt.

### Längsschiff

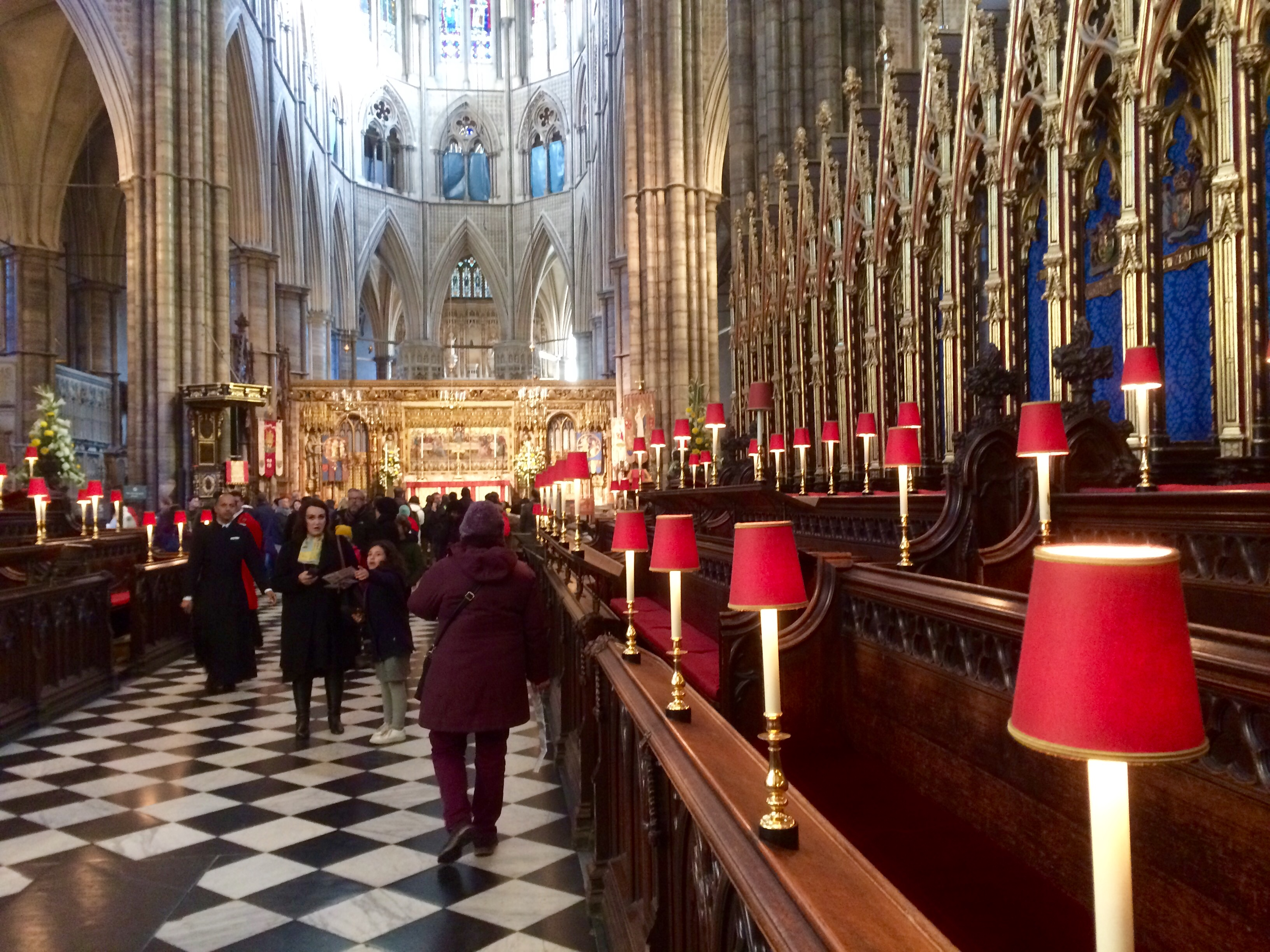
Im Längsschiff der Westminster Abbey

Im Mittelschiff liegt das Grab des Unbekannten Soldaten. In Erde von französischen Schlachtfeldern ruht dort ein unbekannter Soldat des Ersten Weltkriegs „inmitten der Könige, weil er seinem Gott und Vaterland gut diente“, wie eine Inschrift auf schwarzem Marmor verkündet. Der Gefallenen beider Weltkriege wird auch in der St.-Georgs-Kapelle gedacht.
Im Längsschiff befinden sich die Gräber des Afrikaforschers David Livingstone, des Dichters Ben Jonson sowie der Premierminister Bonar Law und Chamberlain. Im rechten (südlichen) Querschiff befindet sich Poets’ Corner – deutsch: Dichterecke – mit einem Denkmal für William Shakespeare und den Grabmälern von Geoffrey Chaucer, Alfred Tennyson, 1. Baron Tennyson, Robert Browning, Henry Wadsworth Longfellow, Charles Dickens, Georg Friedrich Händel u. v. a.

### Querschiffe
Im linken (nördlichen) Querschiff sind zahlreiche berühmte britische Staatsmänner bestattet, u. a. der ältere Pitt, Palmerston, Disraeli und Gladstone.
Vom nördlichen Teil des Querschiffs betritt man die hinter dem Hochaltar gelegene „Kapelle Eduards des Bekenners“. In der Mitte ist der Sarg des 1066 gestorbenen Königs. Dahinter steht der Krönungsstuhl, in dem sich bis 1996 der Stone of Scone befand. Auf diesem Stein wurden jahrhundertelang die schottischen Könige gekrönt, bis ihn Eduard I. im Jahr 1297 den Schotten abnahm. An Weihnachten 1950 wurde der Stein gestohlen und erst nach langem Suchen wiedergefunden. 1996 wurde er offiziell an Schottland zurückgegeben und befindet sich seitdem im Schloss von Edinburgh. Der Stein gilt als ein Symbol für die Einheit der Königreiche England und Schottland. In dieser Kapelle befinden sich die Särge von Heinrich III., Eduard I., Eduard III., Richard II. und Heinrich V.

### Orgel

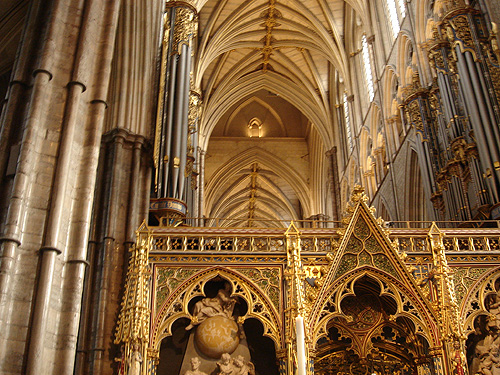
Orgel

Die Orgel der Westminster Abbey befindet sich auf der nördlichen und südlichen Seite des westlichen Teils des Chorschiffs. Das Instrument wurde 1937 anlässlich der Krönung Georgs VI. von der britischen Orgelbaufirma Harrison & Harrison (Meadowfield) erbaut. Es hatte zunächst 84 Register, verteilt auf 4 Manuale und Pedal. In dem Instrument wurde Pfeifenmaterial aus der Vorgängerorgel wiederverwendet, welche von William Hill im Jahr 1848 erbaut worden war. Die beiden Orgelgehäuse stammen aus dem Jahr 1895. Sie waren für die Hill-Orgel angefertigt worden.
Im Zuge einer umfassenden Überholung im Jahre 1982 wurde die Disposition erweitert, insbesondere die der Choir Organ, die mit einem zusätzlichen, nicht schwellbaren Werk (Lower Choir Organ) ausgestattet wurde.
1986 wurde die ursprünglich viermanualige Orgel um ein Bombardewerk (V. Manual, Bombarde Organ) erweitert, das sich im nördlichen Triforium befindet. Im Jahre 2006 wurde die Setzeranlage auf 516 Speicherplätze verdoppelt, und es wurden zahlreiche Pistons (Spielhilfen) eingerichtet. 2008 wurde das Bombardewerk um den Violone 16′ erweitert.
Das Instrument hat heute folgende Disposition:
| I Choir Organ C–c4                   |         |
| Upper Choir Organ (schwellbar)       |         |
| Claribel Flute                       | 08′     |
| Stopped Flute                        | 08′     |
| Viola da Gamba                       | 08′     |
| Gemshorn                             | 04′     |
| Flauto Traverso                      | 04′     |
| Nason                                | 04′     |
| Gemshorn Fifteenth                   | 02′     |
| Mixture II                           |         |
| Cornopean                            | 08′     |
|                                      |         |
| Lower Choir Organ (nicht schwellbar) |         |
| Bourdon                              | 16'     |
| Open Diapson                         | 08′     |
| Rohr Flute                           | 08′     |
| Principal                            | 04′     |
| Open Flute                           | 04′     |
| Nazard                               | 02 ⁄3′  |
| Fifteenth                            | 02′     |
| Blockflute                           | 02′     |
| Tierce                               | 01 3⁄5′ |
| Mixture IV                           |         |
| Cremona                              | 08′     |
| Tremulant                            |         |

| II Great Organ C–c4 |        |
| Double Geigen       | 16′    |
| Bourdon             | 16′    |
| Open Diapason I     | 08′    |
| Open Diapason II    | 08′    |
| Geigen              | 08′    |
| Hohl Flute          | 08′    |
| Stopped Diapason    | 08′    |
| Octave              | 04′    |
| Geigen Principal    | 04′    |
| Wald Flute          | 04′    |
| Octave Quint        | 02 ⁄3′ |
| Super Octave        | 02′    |
| Mixture V           |        |
| Harmonics IV        |        |
| Sharp Mixture III   |        |
| Contra Posaune      | 16′    |
| Posaune             | 08′    |
| Octave Posaune      | 04′    |

| III Swell Organ C–c4 |        |
| Quintaton            | 16′    |
| Open Diapason        | 08′    |
| Viole d’Amour        | 08′    |
| Salicional           | 08′    |
| Vox Angelica         | 08′    |
| Lieblich Gedeckt     | 08′    |
| Principal            | 04′    |
| Lieblich Flute       | 04′    |
| Harmonic Flute       | 04′    |
| Twelfth              | 02 ⁄3' |
| Fifteenth            | 02′    |
| Mixture V            |        |
| Contra Oboe          | 16'    |
| Oboe                 | 08′    |
| Vox Humana           | 08′    |
| Tremulant            |        |
| Double Trumpet       | 16′    |
| Trumpet              | 08′    |
| Clarion              | 04′    |

| IV Solo Organ C–c4   |     |
| Contra Viole         | 16′ |
| Viole d’Orchestre    | 08′ |
| Viole Céleste        | 08′ |
| Harmonic Flute       | 08′ |
| Viole Octaviante     | 04′ |
| Concert Flute        | 04′ |
| Harmonic Piccolo     | 02′ |
| Cornet de Violes III |     |
| Double Clarinet      | 16′ |
| Clarinet (aus 16′)   | 08′ |
| Cor Anglais          | 08′ |
| Orchestral Hautboy   | 08′ |
| Tremulant            |     |
| French Horn          | 08′ |
| Orchestral Trumpet   | 08′ |
| Contra Tuba          | 16′ |
| Tuba (aus 16′)       | 08′ |
| Tuba Mirabilis       | 08′ |

| V Bombarde Organ C–c4    |     |
| Violone                  | 16′ |
| Open Diapason            | 08′ |
| Principal                | 04′ |
| Fifteenth                | 02′ |
| Mixture IV-VI            |     |
| Grand Cornet IV-V        |     |
| Bombarde                 | 16′ |
| Trumpet                  | 08′ |
| Clarion                  | 04′ |
| Contra Posaune (G.O.)    | 16′ |
| Posaune (G.O.)           | 08′ |
| Octave Posaune (G.O.)    | 04′ |
| Tuba Mirabilis (Solo O.) | 08′ |

| Pedal Organ C–g1        |     |
| Screen Section          |     |
| Open Diapason           | 16′ |
| Geigen (G.O.)           | 16′ |
| Bourdon (G.O.)          | 16′ |
| Principal               | 08′ |
| Octave Geigen (aus 16′) | 08′ |
| Bass Flute (aus 16′)    | 08′ |
| Fifteenth               | 04′ |
| Rohr Flute              | 04′ |
| Open Flute              | 02′ |
| Mixture IV              |     |
| Contra Posaune (G.O.)   | 16′ |
| Posaune (G.O.)          | 08′ |
| Octave Posaune (G.O.)   | 04′ |
|                         |     |
| Triforium Section       |     |
| Double Open Wood        | 32′ |
| Open Wood I             | 16′ |
| Open Wood II (aus 32′)  | 16′ |
| Violone (Bomb. O.)      | 16' |
| Viole (Solo O.)         | 16′ |
| Double Ophecleide       | 32′ |
| Ophecleide (aus 32′)    | 16′ |
| Tuba (Solo O.)          | 16′ |
| Clarinet (Solo O.)      | 16′ |
| Trumpet                 | 08′ |
| Clarion (aus 8′)        | 04′ |

- Koppeln:

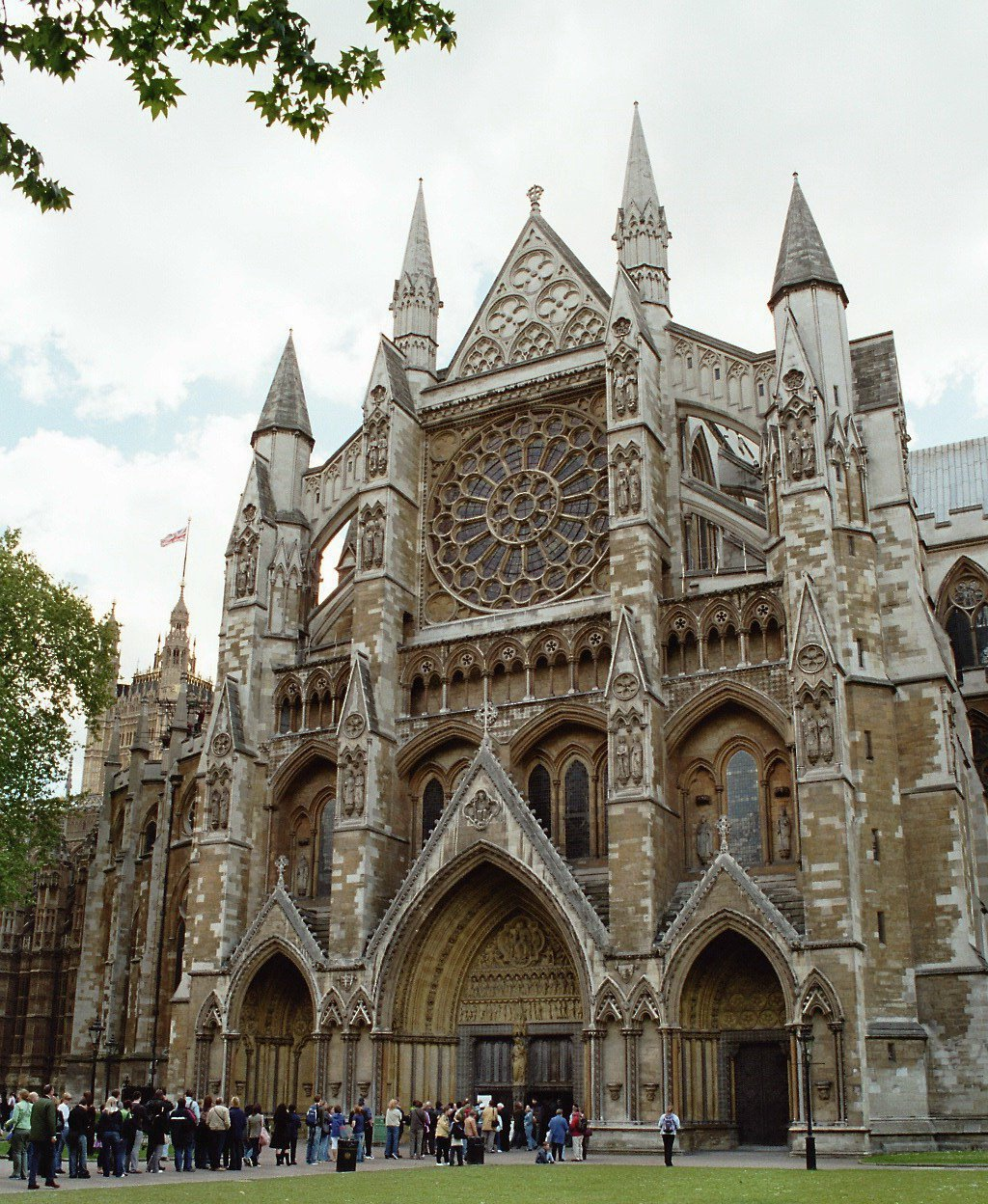
Nördliches Querschiff und Portal der Westminster Abbey

  - Normalkoppeln: III/I, IV/I, V/I, Lower I/II, III/II, IV/II, Upper I/III, IV/III, IV/I V/II, V/IV, I/P, II/P, III/P, IV/P, V/P
  - Superoktavkoppeln: III/III, IV/IV, I/P
  - Suboktavkoppeln: III/III, IV/IV
- Spielhilfen: 512-fache Setzeranlage, Crescendowalze, diverse Pistons

### Grabstätten

Das Grabmal Edwards des Bekenners
Das Grabmal Heinrichs III.
Das Grabmal Edwards III.
Das Grabmal Heinrichs VII.
Das Grabmal Maria Stuarts
Das Grabmal Elisabeths I.
Das Grabmal der Prinzessin Sophia (1606), Tochter Jakobs I.; stereoskopisches Foto
William Wilberforces Grabmal

#### Königliche Gräber

Der Krönungsstuhl

Den östlichen Abschluss bildet die große dreischiffige Kapelle Heinrichs VII. Beachtenswert ist vor allem die herrliche Decke. Am Ende der Kapelle ruhen in einem Marmorsarg seine Gebeine und die seiner Gemahlin Elizabeth of York. Im linken Seitenschiff stehen die Särge Elisabeths I. und Marias I., im rechten Seitenschiff der von Elisabeths Widersacherin, der schottischen Königin Maria Stuart.
Folgende Mitglieder des englischen Königshauses liegen in der Abbey begraben:
1. Eduard der Bekenner, König von England (um 1004 – 5. Januar 1066)
2. Prinz Richard (1247–1256) – (Sohn von König Heinrich III.)
3. Prinz Johann (1250–1256) – (Sohn von König Heinrich III.)
4. Prinz Heinrich (1256–1257) – (Sohn von König Heinrich III.)
5. Prinzessin Katharina (25. November 1253 – 3. Mai 1257) – (Tochter von König Heinrich III.)
6. Prinzessin Joan (1265 – 7. September 1265) – (Tochter von König Eduard I.)
7. Prinz Johann (Juni oder Juli 1266 – August 1271) – (Sohn von König Eduard I.)
8. Heinrich III., König von England (1. Oktober 1207 – 16. November 1272)
9. Aveline de Forz (20. Januar 1259 – 10. November 1274) – (Gemahlin von Edmund Crouchback, 1. Earl of Lancaster)
10. Prinz Heinrich (13. Juli 1267 – 14. Oktober 1274) – (Sohn von König Eduard I.)
11. Prinzessin Berengaria (1276–1279) – (Tochter von König Eduard I.)
12. Prinzessin Isabella (12. März 1279 – 1279) – (Tochter von König Eduard I.)
13. Prinz Alphonso (24. November 1273 – August 1284) – (Sohn von König Eduard I.)
14. Eleonore von Kastilien, Königin von England (1241 – 28. November 1290) – (Gemahlin von König Eduard I.)
15. Edmund Crouchback, 1. Earl of Lancaster (16. Januar 1245 – 5. Juni 1296) – (Sohn von König Heinrich III.)
16. Eleonore von England (18. Juni 1269 – 29. August 1298) – (Gemahlin von König Alfons III. von Aragón)
17. Eduard I., König von England (17. Juni 1239 – 7. Juli 1307)
18. Edmund, 1. Earl of Kent (5. August 1301 – 19. März 1330) – (Sohn von König Eduard I.)
19. John, Earl of Cornwall (14. August 1316 – 13. September 1336) – (Sohn von König Eduard II.)
20. Prinzessin Blanche (1342–1342) – (Tochter von König Eduard III.)
21. Prinz William (24. Juni 1348 – 1348) – (Sohn von König Eduard III.)
22. Philippa von Hennegau, Königin von England (24. Juni 1311 – 14. August 1369) – (Gemahlin von König Eduard III.)
23. Eduard III., König von England (13. November 1312 – 21. Juni 1377)
24. Anne von Böhmen, Königin von England (11. Mai 1366 – 3. Juni 1394) – (Gemahlin von König Richard II.)
25. Eleanor, Lady Bohun, Duchess of Gloucester (1366 – 3. Oktober 1399) – (Gemahlin von Thomas, Duke of Gloucester)
26. Richard II., König von England (6. Januar 1367 – 14. Februar 1400)
27. Heinrich V., König von England (16. September 1387 – 31. August 1422)
28. Philippa de Mohun, Duchess of York (gest. 17. Juli 1431) – (zweite Gemahlin von Edward, Duke of York)
29. Katharina von Valois, Königin von England (27. Oktober 1401 – 3. Januar 1437) – (Gemahlin von König Heinrich V.)
30. Heinrich VI., König von England (6. Dezember 1421 – 21. Mai 1471)
31. Prinzessin Margaret (10. April 1472 – 11. Dezember 1472) – (Tochter von König Eduard IV.)
32. Eduard V., König von England (4. November 1470 – 22. Juni 1483)
33. Richard, 1. Duke of York (17. August 1473 – 22. April 1483) – (Sohn von König Eduard IV.)
34. Anne Mowbray, Duchess of York (10. Dezember 1472 – 19. November 1481) – (Gemahlin von Richard, 1. Duke of York)
35. Anne Neville, Lady Beauchamps, Königin von England (11. Juni 1453 – 16. März 1485) – (Ehefrau von König Richard III.)
36. Prinzessin Elizabeth (2. Juli 1492 – 14. September 1495) – (Tochter von König Heinrich VII.)
37. Edmund Tudor, 1. Duke of Somerset (21. Februar 1499 – 19. Juni 1500) – (Sohn von König Heinrich VII.)
38. Prinz Edward (um 1502) – (Sohn von König Eduard IV.)
39. Elizabeth of York, Königsgemahlin von England (11. Februar 1466 – 11. Februar 1503) – (Gemahlin von König Heinrich VII.)
40. Heinrich VII., König von England (28. Januar 1457 – 21. April 1509)
41. Prinz Henry (1. Januar 1511 – 22. Februar 1511) – (Sohn von König Heinrich VIII.)
42. Prinz Henry (1513–1513) – (Sohn von König Heinrich VIII.)
43. Eduard VI., König von England (12. Oktober 1537 – 6. Juli 1553)
44. Anna von Kleve, Königin von England (22. September 1515 – 17. Juli 1557) – (vierte Gemahlin von König Heinrich VIII.)
45. Maria I., Königin von England (18. Februar 1516 – 17. November 1558)
46. Margaret Douglas, Lady Lennox (8. Oktober 1515 – 9. März 1578) – (Tochter von Margaret Tudor, Königin von Schottland)
47. Maria Stuart, Königin von Schottland (8. Dezember 1542 – 8. Februar 1587)
48. Elisabeth I., Königin von England (7. September 1533 – 24. März 1603)
49. Prinzessin Sophia (22. Juni 1606 – 23. Juni 1606) – (Tochter von König Jakob I.)
50. Prinzessin Mary (8. April 1605 – 16. September 1607) – (Tochter von König Jakob I.)
51. Anna von Dänemark, Königsgemahlin von England (14. Oktober 1574 – 4. April 1619) – (vierte Gemahlin von König Jakob I.)
52. Henry Frederick, Prince of Wales (19. Februar 1594 – 6. November 1612) – (Sohn von König Jakob I.)
53. Jakob I., König von England (19. Juni 1566 – 27. März 1625)
54. Charles, Duke of Cornwall (13. Mai 1629 – 13. Mai 1629) – (Sohn von König Karl I.)
55. Prinzessin Catherine (29. Juni 1639 – 29. Juni 1639) – (Tochter von König Karl I.)
56. Prinzessin Anne (17. März 1637 – 5. November 1640) – (Tochter von König Karl I.)
57. Prinz Henry (8. Juli 1640 – 13. September 1660) – (Sohn von König Karl I.)
58. Prinzessin Mary Henrietta, Princess Royal (4. November 1631 – 24. Dezember 1660) – (Tochter von König Karl I.)
59. Charles, Duke of Cambridge (22. Oktober 1660 – 5. Mai 1661) – (Sohn von König Jakob II.)
60. Elizabeth Stuart, die „Winterkönigin“ (19. August 1596 – 13. Februar 1662) – (Tochter von König Jakob I.)
61. Prinz Charles, Duke of Kendal (4. Juli 1666 – 22. Mai 1667) – (Sohn von König Jakob II.)
62. Prinz James (12. Juli 1663 – 20. Juni 1667) – (Sohn von König Jakob II.)
63. Prinzessin Henrietta (13. Januar 1669 – 15. November 1669) – (Tochter von König Jakob II.)
64. Anne Hyde, Duchess of York (12. März 1637 – 31. März 1671) – (erste Gemahlin von König Jakob II.)
65. Prinz Edgar, Duke of Cambridge (14. September 1667 – 7. Oktober 1671) – (Sohn von König Jakob II.)
66. Prinzessin Catherine (9. Februar 1671 – 5. Dezember 1671) – (Tochter von König Jakob I.)
67. Prinzessin Catherine Laura (10. Januar 1675 – 3. Oktober 1675) – (Tochter von König Jakob I.)
68. Prinz Charles, Duke of Cambridge (7. November 1677 – 12. Dezember 1677) – (Sohn von König Jakob I.)
69. Prinzessin Isabella (18. August 1676 – 2. März 1681) – (Tochter von König Jakob I.)
70. Prinzessin Charlotte (16. August 1682 – 6. Oktober 1682) – (Tochter von König Jakob I.)
71. Ruprecht von der Pfalz, Duke of Cumberland (27. Dezember 1619 – 29. November 1682) – (Sohn von Elizabeth Stuart)
72. eine unbenannte Prinzessin (22. Mai 1684) – (Tochter von Königin Anne)
73. Karl II., König von England (29. Mai 1630 – 6. Februar 1685)
74. ein unbenanntes Kind (30. Januar 1687) – (von Königin Anne)
75. Prinzessin Anne Sophie (22. Mai 1686 – 12. Februar 1687) – (Tochter von Königin Anne)
76. Prinzessin Mary (12. Juni 1685 – 18. Februar 1687) – (Tochter von Königin Anne)
77. ein unbenannter Prinz (1. November 1687) – (Sohn von Königin Anne)
78. ein unbenanntes Kind (26. April 1688) – (von Königin Anne)
79. Prinzessin Mary (24. Oktober 1690 – 24. Oktober 1690) – (Tochter von Königin Anne)
80. Prinz George (27. April 1692 – 27. April 1692) – (Sohn von Königin Anne)
81. eine unbenannte Prinzessin (2. April 1693) – (Tochter von Königin Anne)
82. eine unbenannte Prinzessin (31. Januar 1694) – (Tochter von Königin Anne)
83. Maria II., Königin von England (30. April 1662 – 28. Dezember 1694)
84. ein unbenannter Prinz (4. Februar 1700) – (Sohn von Königin Anne)
85. Prinz William, Duke of Gloucester (24. Juli 1689 – 30. Juli 1700) – (Sohn von Königin Anne)
86. Wilhelm III., König von England (14. November 1650 – 19. März 1702)
87. Prinz Georg von Dänemark, Duke of Cumberland (1. Mai 1653 – 8. November 1708) – (Gemahl von Königin Anne)
88. Anne, Königin von Großbritannien (16. Februar 1665 – 12. August 1714)
89. Prinz George William (13. November 1717 – 17. Februar 1718) – (Sohn von König Georg II.)
90. Caroline von Brandenburg-Ansbach, Königin von Großbritannien (11. März 1683 – 1. Dezember 1737) – (Gemahlin von König Georg II.)
91. Frederick Louis, Prince of Wales (31. Januar 1707 – 31. März 1751) – (Sohn von König Georg II.)
92. Prinzessin Caroline Elizabeth (10. Juni 1713 – 28. Dezember 1757) – (Tochter von König Georg II.)
93. Prinzessin Elizabeth (10. Januar 1741 – 4. September 1759) – (Schwester von König Georg III.)
94. Georg II., König von Großbritannien (9. November 1683 – 25. Oktober 1760)
95. Prinz William Augustus, Duke of Cumberland (26. April 1721 – 31. Oktober 1765) – (Sohn von König Georg II.)
96. Prinz Frederick William (24. Mai 1750 – 29. Dezember 1765) – (Bruder von König Georg III.)
97. Edward, Duke of York and Albany (25. März 1739 – 17. September 1767) – (Bruder von König Georg III.)
98. Prinzessin Louisa Anne (19. März 1749 – 13. Mai 1768) – (Schwester von König Georg III.)
99. Augusta von Sachsen-Gotha-Altenburg, Princess of Wales (30. November 1719 – 8. Februar 1772) – (Gemahlin von Frederick Louis, Prince of Wales)
100. Prinz Octavius (23. Februar 1779 – 3. Mai 1783) – (Sohn von König Georg III.)
101. Prinzessin Amelia Sophia (10. Juni 1711 – 31. Oktober 1786) – (Tochter von König Georg II.)
102. Henry, Duke of Cumberland and Strathearn (7. November 1745 – 18. September 1790) – (Bruder von König Georg III.)

#### Sonstige Gräber
Unter anderem wurden auch folgende Persönlichkeiten in Westminster Abbey beigesetzt:
- Clement Attlee
- Muzio Clementi
- Charles Darwin
- Charles Dickens
- Thomas Sanders Dupuis
- David Garrick
- Orlando Gibbons
- William Ewart Gladstone
- Stephen Hawking
- Georg Friedrich Händel
- Lord Kelvin
- John Laird Mair Lawrence
- Pierre François Le Courayer
- David Livingstone
- Isaac Newton
- Laurence Olivier
- Thomas Parry (Vater)
- Thomas Parry (Sohn)
- William Pitt der Jüngere
- William Pitt der Ältere
- Henry Purcell
- Ernest Rutherford
- Cloudesley Shovell
- Charles Villiers Stanford
- Joseph John Thomson
- Sybil Thorndike
- George Villiers, 1. Duke of Buckingham
- George Wade
- William Wilberforce
- Ralph Vaughan Williams
- Robert Stephenson

- sowie viele der bedeutendsten englischen Dichter und Schriftsteller, siehe „Poets’ Corner“.

Seit 1911 wurden aus Platzgründen zunehmend mehr Urnen bestattet, was schließlich durch das Kapitel zur Regel erhoben wurde. Seit 1936 hat (außer in der privaten Gruft der Dukes of Northumberland) keine Sargbestattung mehr in Westminster Abbey und ihrem Kreuzgang stattgefunden. Ähnliche Regeln gelten auch in der St Paul’s Cathedral.

## Museum
Das Westminster Abbey Museum befindet sich seit 2018 im Triforium der Abteikirche und ist unter dem Namen Queen’s Diamond Jubilee Galleries bekannt. Die Ausstellung gliedert sich in vier thematische Kapitel: Bau der Abtei, Andacht und tägliches Leben, die Abtei und die Monarchie und die Abtei und die nationale Erinnerung.

### Ausstellungen
Die Sammlungen des Museums enthalten neben einer Sammlung königlicher Begräbnisgegenstände (z. B. Begräbnissattel, Helm und Schild Heinrichs V.), einer Reihe mittelalterlicher Gläser, Skulpturfragmenten aus dem 12. Jahrhundert auch den Krönungsstuhl Königin Marys II. Nachbildungen der Kronjuwelen sowie historische Bildnisse von Edward III., Henry VII. und seiner Frau, Elisabeth I., Karl II., William III., Mary II. sowie Königin Anne.
Wachsfiguren von Horatio Nelson sowie dem Premierminister William Pitt zeigen sie in einigen ihrer originalen Kleidungsstücke. Im Rahmen von Restaurierungsarbeiten eines Bildnisses von Elizabeth I. wurde ein originales Korsett gefunden, welches auf 1603 datiert wird.
Ein weiteres Ausstellungsstück ist Englands ältestes erhaltenes Altarbild, das Westminster-Retabel aus dem späten 13. Jahrhundert. Höchstwahrscheinlich wurde es für den Hochaltar der Abbey entworfen und in den vergangenen Jahrhunderten schwer beschädigt – für die Ausstellung wurde es sorgfältig gereinigt und konserviert.